# Jean Meeuwe
Jean de Brabant dit Meeuwe, né le 11 octobre 1275 et mort le 12 novembre 1312, chevalier, banneret, époux en secondes noces de Marguerite van Pamele († après 1342), est le fils naturel du duc Jean Ier de Brabant. Il est seigneur de Wavre et de Dongelberg, seigneuries qu'il reçoit de son demi-frère Jean II de Brabant le jour de la Saint Jacques et Saint Christophe de l'an 1303, comprenant haute et basse justice. En 1312, il assista à l'Assemblée des États de Brabant. Il est appelé "frère du seigneur duc".

## Armes
Selon les sources :
de sable au lion d'or armé et lampassé de gueules (Brabant), à la cotice de gueules brochante.
de sable, au lion d'or, armé et lampassé de gueules (Brabant), brisé d'une cotice d'argent. Cimier : Une tête de chèvre d'hermine, langué de gueules, issant d'un cône d'or.
de sable au lion de Brabant brisé d'un bâton de gueules.
Cimier : Une tête de chèvre d'hermine, langué de gueules, issant d'un cône d'or. (selon l'armorial de Gelre)

## Descendance
De ce second mariage, Ils eurent six fils. Guillaume releva la seigneurie de Wavre à la mort de son père et mourut en 1384.  À la suite de la mort de celui-ci, la seigneurie de Wavre passa à sa fille Marguerite de Wavre qui épousa un membre de la famille de Beaufort-Spontin.
Du premier mariage, il eut un fils Jean.  Par une charte du 25 octobre 1317, celui-ci reçut la terre de Dongelbert (sic) que son père avait reçue en fief du duc Jean II.  En retour, il dut renoncer à toute prétention sur la seigneurie de Wavre. Parmi ses descendants, on trouve :
- Louis de Dongelberg († en 1383) qui épousa Ide de Herbaix.

Chevalier, il combattit à Basweiler en 1371 sous la bannière de Robert de Namur. Il était aussi seigneur de Mélin et Seraing. Il fut l'un de ceux qui signèrent la Charte de Kortenberg.
Vu les dates, il se pourrait qu'il y ait une génération supplémentaire entre Louis et Jean Meeuwe. Certains généalogistes ont rajouté Jean Meeuwe, époux de Catherine Swaef.
Il releva la seigneurie de Dongelberg en 1373.
Dont :
- Wauthier († avant 1443) qui épousa Gudule de Glymes.

## Annexes

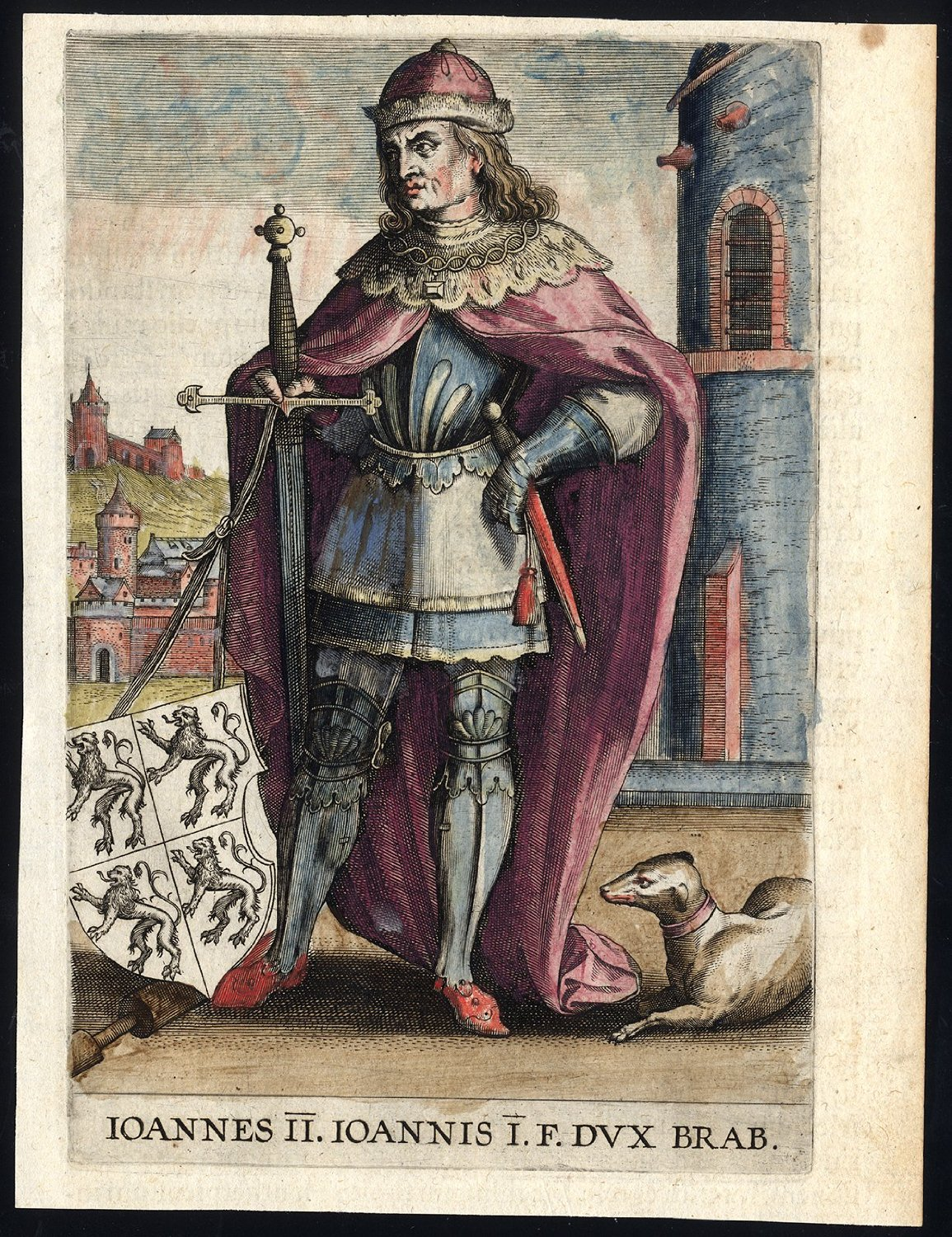
Jean II de Brabant, demi frère de Jean.

## Ascendance de Jean
| Jean Meeuwe Seigneur de Wavre & Dongelberg | Père : Jean Ier de Brabant, dit le Victorieux ° 1254 † 3 mai 1294 à Baerle-Duc duc de Brabant duc de Limbourg | Grand-père paternel : Henri III de Brabant, duc de Brabant, dit le Débonnaire ° 1231 † 28 fév. 1261 à Louvain | Père du grand-père paternel : Henri II, duc de Brabant ° 1207 † 1 fév. 1248 à Louvain                        |
| Jean Meeuwe Seigneur de Wavre & Dongelberg | Père : Jean Ier de Brabant, dit le Victorieux ° 1254 † 3 mai 1294 à Baerle-Duc duc de Brabant duc de Limbourg | Grand-père paternel : Henri III de Brabant, duc de Brabant, dit le Débonnaire ° 1231 † 28 fév. 1261 à Louvain | Mère du grand-père paternel : Marie de Hohenstaufen de Souabe, princesse d'Allemagne ° 1201 † 1235 à Louvain |
| Jean Meeuwe Seigneur de Wavre & Dongelberg | Père : Jean Ier de Brabant, dit le Victorieux ° 1254 † 3 mai 1294 à Baerle-Duc duc de Brabant duc de Limbourg | Grand-mère paternelle : Adélaïde de Bourgogne ° 1233 † 23 oct. 1273                                           | Père de la grand-mère paternelle : Hugues IV, duc de Bourgogne ° 9 mars 1213 † 27 déc. 1272                  |
| Jean Meeuwe Seigneur de Wavre & Dongelberg | Père : Jean Ier de Brabant, dit le Victorieux ° 1254 † 3 mai 1294 à Baerle-Duc duc de Brabant duc de Limbourg | Grand-mère paternelle : Adélaïde de Bourgogne ° 1233 † 23 oct. 1273                                           | Mère de la grand-mère paternelle : Yolande de Dreux, comtesse d'Auxonne ° 1212 † 30 oct. 1248                |
| Jean Meeuwe Seigneur de Wavre & Dongelberg | Mère : Jeanne Meeuwe (1253-1294)                                                                              | . | . |
| Jean Meeuwe Seigneur de Wavre & Dongelberg | Mère : Jeanne Meeuwe (1253-1294)                                                                              | . | . |
| Jean Meeuwe Seigneur de Wavre & Dongelberg | Mère : Jeanne Meeuwe (1253-1294)                                                                              | . | . |
| Jean Meeuwe Seigneur de Wavre & Dongelberg | Mère : Jeanne Meeuwe (1253-1294)                                                                              | . | . |